# Carouge de Californie
Agelaius tricolor
Espèce
Répartition géographique
- aire de nidification
- résidence annuelle

Statut de conservation UICN

 EN A2bc+3bc+4bc : En danger
Le Carouge de Californie (Agelaius tricolor) est une espèce d'oiseau appartenant à la famille des Icteridae.

## Répartition
Son aire discontinue s'étend à travers les marais et terres agricoles de l'ouest des États-Unis (du Washington à la péninsule de Basse-Californie).